# كاري توماس جوردن
كاري توماس جوردن (بالإنجليزية: Carrie Thomas Jordan) هي مربية أمريكية، ولدت في 27 نوفمبر 1870، وتوفيت في 11 أغسطس 1968.